# Castranova
Castranova là một xã thuộc hạt Dolj, România. Dân số thời điểm năm 2002 là 3644 người.